# کامفار
کامفار (انگلیسی: Comfar Expert) نام نرم‌افزاری است که برای مطالعات اقتصاد مهندسی مانند امکان‌سنجی و طرح‌های توجیه فنی و اقتصادی، شبیه‌سازی و تحلیل فرآیندهای مالی بکار می‌رود. این نرم‌افزار توسط سازمان توسعه صنعتی سازمان ملل متحد (یونیدو)تدوین شده‌است. این نرم‌افزار قابلیت تطبیق با زبان فارسی را نیز دارد.
نرم‌افزار کامفار، یکی از نرم‌افزارهای کامل و جامع و بدون نقص در حوزه اقتصاد مهندسی می‌باشد. نرم‌افزار کامفار (COMFAR) توسط سازمان توسعه صنعتی ملل متحد (UNIDO) ارائه شده و نتیجه سالها کار کارشناسان آن سازمان است که پس از ارائه نسخه‌های اولیه و دریافت بازخوردها، نسخه Expert 3 آن ارائه شد که در سطح جهانی استفاده می‌شود.
نرم‌افزار کامفار، زبان مشترک مهندسان صنایع و کارشناسان حسابداری می‌باشد و نتایج و تجزیه و تحلیل استاندار در حد معیارهای جهانی برای طرح‌های اقتصادی اعم از صنعتی، معدنی، کشاورزی و غیره ارائه می‌دهد. نرم‌افزار کامفار، خطاهای انسانی و محاسباتی در تجزیه و تحلیل مالی و اقتصادی طرح‌ها را به‌طور کامل منتفی می‌سازد. ضمن اینکه تجزیه و تحلیل‌های مالی و اقتصادی را به دو شکل نمودار و عددی و در فضایی زیبا و مرتب و شکیل ارائه می‌دهد. نتایج خروجی نرم‌افزار comfar اعلاوه بر نمایش در صفحه مونیتور، قابلیت چاپ‌گیری نیز دارد. (بهرام بیات)